# Museum für Wissenschaft und Technologie (Luanda)
Das Museum für Wissenschaft und Technologie (portugiesisch: Museu da Ciência e Tecnologia) von Luanda befindet sich an der Avenida 4 de Fevereiro am Fuß der Festung São Miguel im Zentrum der angolanischen Hauptstadt. Neben mehreren Ausstellungsräumen und Hörsälen verfügt es über ein IMAX-Kino für wissenschaftliche Filme und ein Carl-Zeiss-Planetarium. An den gläsernen Wänden der Haupthalle können Videos projiziert, an den Außenwänden kann Video-Mapping durchgeführt werden.

## Geschichte
Das Museum ist in einer 9600 m² großen, ehemaligen Seifenfabrik untergebracht, die zu den ältesten Gebäuden der Stadt zählt. Deren historische Fassade wurde aufwendig restauriert und die Innenräume in moderne Museumssäle umgewandelt. Der Bauauftrag ging 2005 an das portugiesische Bauunternehmen Soares da Costa. Baubeginn war 2010 unter der Leitung des brasilianischen Architekten Yuri Vasconcelos. Beim Besuch des angolanischen Präsidenten José Eduardo dos Santos im Jahr 2015 wurde verlautbart, der Bau sei zu 98 % abgeschlossen. Kurz darauf wurden die Arbeiten jedoch aus finanziellen Gründen unterbrochen und erst im März 2020 wieder aufgenommen. Es soll im Laufe des Jahres 2021[veraltet] eröffnet werden.